# Eva Forsberg
Eva Maria Forsberg-Sjögren, född Forsberg 30 december 1932  i Göteborg, är en svensk tecknare och grafiker.

## Biografi
Eva Forsberg är dotter till avdelningschefen Fredrik Forsberg och Karin Johnsson samt från 1959 gift med författaren Lennart Sjögren. Hon studerade konst i fem år för Börge Hovedskou i Göteborg och under studieresor till Nederländerna, Tyskland och Frankrike på 1950-talet. Hon tilldelades ett stipendium från Stockholms stad 1963. Tillsammans med sin man ställde hon ut på Galerie Bogestad i Göteborg 1957 och tillsammans med två konstnärskamrater ställde hon ut på Kalmar konstmuseum 1959 samt tillsammans med Gun Setterdahl på Lorensbergs konstsalong i Göteborg 1960. Hon medverkade i Liljevalchs Stockholmssalonger, Ung grafik i Lunds konsthall, Då och nu Svensk Grafik 1600–1959 på Liljevalchs konsthall samt i samlingsutställningar i Borgholm och Ölands Skogsby samt i samlingsutställningar i Danmark, Norge, Lettland, Tyskland, Frankrike och Kina. Forsberg är medlem i Åkerbokonstnärerna och Grafiska Sällskapet. Hennes konst består av porträtt och landskapsskildringar. Forsberg-Sjögren är representerad vid Moderna museet  och Kalmar konstmuseum.